# Принцип збереження області
Принцип збереження області — важливе твердження у комплексному аналізі про властивості голоморфних функцій.
Згідно з цією теоремою, якщо функція {\displaystyle f} є голоморфною в області (зв'язаній відкритій підмножині) {\displaystyle D} і не є константою, то і образ {\displaystyle D^{*}=f(D)} також є областю. Зокрема голоморфна функція на області є відкритим відображенням.  
Принцип збереження області встановлює значну відмінність між голоморфністю і дійсною диференційовністю. На дійсній прямій, наприклад, диференційовна функція f(x) = x2 не є відкритим відображенням оскільки образом відкритої множини (−1, 1) є множина [0, 1), що не є відкритою. Іншим прикладом є функція комплексної змінної {\displaystyle z\to z{\bar {z}}}, що є {\displaystyle \mathbb {R} }-диференційовною нескінченну кількість разів. Вона не є відкритим відображенням оскільки образом {\displaystyle \mathbb {C} } є підмножина дійсних чисел {\displaystyle [0,\infty )}, що не є відкритою.

## Доведення
Потрібно довести, що множина {\displaystyle D^{*}} є зв'язною і відкритою. Нехай {\displaystyle w_{1}} і {\displaystyle w_{2}} — дві довільні точки {\displaystyle D^{*}} і {\displaystyle z_{1},z_{2}} — деякі прообрази {\displaystyle w_{1}} і {\displaystyle w_{2}} в {\displaystyle D}. Так як множина {\displaystyle D} є лінійно зв'язною, то існує крива {\displaystyle \gamma :[0,1]\to D}, що з'єднує точки {\displaystyle z_{1}} і {\displaystyle z_{2}}. Оскільки {\displaystyle f} є неперервною функцією образ {\displaystyle \gamma ^{*}=f\circ \gamma } буде неперервною кривою, що з'єднує точки {\displaystyle w_{1}} і {\displaystyle w_{2}}. Всі точки цієї кривої, очевидно належать {\displaystyle D^{*}}. Таким чином, множина {\displaystyle D^{*}} є зв'язною. 
Нехай {\displaystyle w_{0}} — довільна точка {\displaystyle D^{*}} і {\displaystyle z_{0}} — один із її прообразів в {\displaystyle D}. Так як {\displaystyle D} є відкритою множиною, то існує круг {\displaystyle \{|z-z_{0}|<r\}\subset D}. Зменшуючи в разі потреби {\displaystyle r}, можна вважати, що {\displaystyle \{|z-z_{0}|\leqslant r\}\subset D} не містить інших прообразів {\displaystyle w_{0}}, крім {\displaystyle z_{0}} (оскільки {\displaystyle f} не є константою, то прообрази {\displaystyle w_{0}} є ізольованими точками в {\displaystyle D}). Позначимо через {\displaystyle \gamma =\{|z-z_{0}|=r\}} коло, що обмежує круг і {\displaystyle \mu =\min _{z\in \gamma }|f(z)-w_{0}|}. 
Очевидно, {\displaystyle \mu >0}, бо неперервна функція {\displaystyle |f(z)-w_{0}|} досягає на {\displaystyle \gamma } свого мінімального значення, і якби було {\displaystyle \mu =0}, то на колі {\displaystyle \gamma } існував би прообраз точки {\displaystyle w_{0}} всупереч побудови кола. 
Доведемо, що круг {\displaystyle \{|w-w_{0}|<\mu \}\subset D^{*}}. Нехай {\displaystyle w_{1}} — довільна точка цього круга, тобто {\displaystyle |w_{1}-w_{0}|<\mu }. Тоді {\displaystyle f(z)-w_{1}=f(z)-w_{0}+(w_{0}-w_{1})}, до того ж на {\displaystyle \gamma } виконується нерівність {\displaystyle |f(z)-w_{0}|\geqslant \mu }. Оскільки {\displaystyle |w_{1}-w_{0}|<\mu } то згідно теореми Руше функція {\displaystyle f(z)-w_{1}} має всередині круга обмеженого {\displaystyle \gamma } стільки ж нулів, скільки їх має там функція {\displaystyle f(z)-w_{0}} тобто принаймні один нуль. Отже, функція {\displaystyle f} всередині круга обмеженого {\displaystyle \gamma } приймає значення {\displaystyle w_{1}} тобто {\displaystyle w_{1}\in D^{*}}. Оскільки {\displaystyle w_{1}} — довільна точка круга {\displaystyle \{|w-w_{0}|<\mu \}}, то весь цей круг належить {\displaystyle D^{*}} і тому множина {\displaystyle D^{*}} є відкритою.

## Функції багатьох змінних
Теорема легко узагальнюється на випадок голоморфних функцій багатьох комплексних змінних. У цьому випадку голоморфна функція на області (зв'язаній відкритій підмножині) {\displaystyle D}, що не є константою теж є відкритим відображенням.
Доведення легко зводиться до випадку однієї змінної. Нехай {\displaystyle w=f(z)} де {\displaystyle w\in \mathbb {C} ,\;z\in D\subset \mathbb {C} ^{n}}. Оскільки {\displaystyle D} є відкритою підмножиною, то існує відкрита куля деякого радіуса {\displaystyle r}, така що {\displaystyle B(z,r)\subset D}. Оскільки функція не є константою то існує точка {\displaystyle z_{1}\in D}, така що {\displaystyle f(z)\neq f(z_{1})}. Тоді функція {\displaystyle g(t):=f((1-t)z+tz_{1})} є голоморфною функцією однієї змінної, що не є константою і її обмеження на області є відкритими відображеннями. Зокрема образом точок, що належать перетину кулі {\displaystyle B(z,r)} із точками вказаної прямої є відкрита множина,що є підмножиною {\displaystyle f(D)}. Оскільки точки {\displaystyle z,w} були вибрані довільно це завершує доведення теореми.

## Узагальнення
Принцип збереження області також є справедливим для голоморфних функцій на довільному комплексному многовиді: множина значень  голоморфної функції на зв'язаному комплексному многовиді є областю на комплексній площині. 
Принцип збереження області також виконується для голоморфних відображень комплексних многовидів у ріманові поверхні. Натомість голоморфні відображення у комплексні многовиди {\displaystyle Y} розмірності більше 1 в загальному не є відкритими: якщо {\displaystyle f} не є константою, але, скажімо, ранг {\displaystyle f} (тобто ранг матриці Якобі відображення у даній точці) є всюди меншим {\displaystyle \dim Y}, то образ відображення взагалі не має внутрішніх точок. 
Відкритість може порушуватися і в разі, коли {\displaystyle \operatorname {rank} f<\dim Y} на множинах малої розмірності. Наприклад, при відображенні простору {\displaystyle \mathbb {C} ^{2}} в себе заданому як {\displaystyle F(z_{1},z_{2})=(z_{1},z_{1}z_{2})} образом відображення буде невідкрита множина {\displaystyle \mathbb {C} ^{2}\setminus \{z_{1}=0,z_{2}\neq 0\}}.
Для виконання принципу збереження області для голоморфних відображень, умову, що {\displaystyle f} не є константою слід замінити більш сильними вимогами, наприклад умовою, що розмірність точок в яких {\displaystyle \operatorname {rank} f<\dim Y} є рівною нулю.